# Chicago, Milwaukee, St. Paul and Pacific Railroad
A Chicago, Milwaukee, St. Paul and Pacific Railroad (röviden: CMStP & P), amelyet gyakran "Milwaukee Road"-nak (MILW rövidítéssel) emlegetnek, egy I. osztályú vasúttársaság volt az Amerikai Egyesült Államokban. 1847-től 1986-ig az USA közép-nyugati és az észak-nyugati részén működött.
A vállalat az 1970-es és 1980-as években pénzügyi nehézségekbe került, beleértve egy 1977-es csődöt is (bár korábban már kétszer is, 1925-ben és 1935-ben is csődöt jelentett). 1980-ban felhagyott Csendes-óceáni vonalával, amely Montana, Idaho és Washington államokon keresztül vezetett. A fennmaradó rendszert 1986. január 1-jén beolvasztották a Soo Line Railroad-ba (rövidítve: SOO), amely a Canadian Pacific Railway leányvállalata. A cég történetére olyan épületek emlékeztetnek, mint a történelmi Milwaukee Road Depot Minneapolisban, és a megőrzött mozdonyok, mint például a Milwaukee Road 261, amely kiránduló vonatokat továbbít.

## Chicago, Milwaukee, St. Paul és Minneapolis Railroad
A Milwaukee Road-dá vált vasút története a wisconsini Milwaukee and Waukesha Railroad vasúttársasággal kezdődött, amelynek célja a fejlődő Michigan-tó melletti Milwaukee kikötőváros és a Mississippi folyó összekapcsolása volt. A társaságot 1847-ben alapították, de 1850-ben, az építkezés megkezdése előtt  Milwaukee and Mississippi Railroad-ra változtatta a nevét. Az első, 8 mérföld hosszúságú vonala 1850. november 20-án nyílt meg Milwaukee és Wauwatosa között. Ezt 1851 februárjában meghosszabbították Waukesháig, majd Madisonig, végül 1857-ben a Mississippi folyóig folytatódott egészen Prairie du Chiennéig.
Az 1857-es pénzügyi pánik következtében az M&M 1859-ben csődbe ment, 1861-ben a Milwaukee and Prairie du Chien Railroad vásárolta fel. 1867-ben Alexander Mitchell egyesítette az M&PdC társaságot a Milwaukee and St. Paul (korábbi nevén La Crosse and Milwaukee Railroad Company) társasággal Milwaukee and St. Paul név alatt.
A vasút fejlesztése és a finanszírozása szempontjából kritikus jelentőségű volt a jelentős földtámogatások megszerzése. A sor kiemelkedő egyéni befektetői között ott volt Alexander Mitchell, Russell Sage, Jeremiah Milbank és William Rockefeller is.
1874-ben a nevet Chicago, Milwaukee, and St. Paul-ra változtatták, miután felvásárolta a Chicago and Pacific Railroad Company-t, a vasutat, amely a Bloomingdale-vonalat (ma The 606) építette a 36 mérföldes Elgin alkörzet részeként a chicagoi Halsted utcától Elgin külvárosáig. 1887-re a vasút vonalai Wisconsin, Minnesota, Iowa, Dél-Dakota és a Michigan felső-félszigetén haladtak át.
A vállalati központot 1889-ben és 1890-ben Milwaukee-ből a chicagói Rand McNally épületébe, Amerika első teljesen acélkeretes felhőkarcolójába költöztették át. A kocsi- és a mozdony fűtőházak Milwaukee-ban maradtak. A társaság irodái később 1924-ig a chicagói Railway Exchange épületében (1904-ben épült) helyezkedtek el, ekkor költöztek a Chicago Union Station-be.

## Csendes-óceáni kiterjesztés
Az 1890-es években a vállalat igazgatói úgy érezték, hogy meg kellene hosszabbítaniuk a vasúthálózatukat a Csendes-óceánig, hogy versenyképesek maradjanak más vasutakkal szemben. Egy 1901-es felmérés 45 millió dollárra becsülte a Csendes-óceán északnyugati részéig történő terjeszkedés költségeit (ami ma 1,38 milliárd dollárnak felelne meg). 1905-ben a testület jóváhagyta a csendes-óceáni kiterjesztést, amelynek költségét akkor már 60 millió dollárra becsülték (ez ma 1,71 milliárd dollárnak felelne meg). Az útvonal nyugati részére vonatkozó szerződést a Seattle-i Horace Chapin Henry nyerte el. Az építkezés 1906-ban kezdődött és három évvel később fejeződött be. A választott útvonal 18 mérfölddel (29 km) volt rövidebb, mint a következő versenyzőé, valamint jobb minőségű volt, mint a többi társaságé, ám az építése drága volt, mivel a Milwaukee vasúttársaság kevés földtámogatást kapott, így a földterület nagy részét meg kellett vásárolnia, vagy megszereznie kisebb vasutaktól.
A két fő hegylánc, amelyet át kellett kelni, a Sziklás-hegység és a Kaszkád volt, ami jelentős mérnöki munkálatokat és további vontatási teljesítményt igényelt. Nagy teljesítmény volt a 2300 mérföld (3700 km) hosszúságú vasútvonal megépítése az ország legváltozatosabb domborzati viszonyain keresztül, mindössze három év alatt.
Egyes történészek megkérdőjelezik az útvonal megválasztásának helyességét, mivel az megkerülte a nagyobb népességközpontokat és korlátozott helyi forgalmi potenciállal rendelkező területeken haladt át. A vonal nagy része párhuzamos volt a Northern Pacific Railway vonalával. A Trains magazin a kiterjesztés építését, elsősorban a hosszú távú utat, "kirívónak" és "katasztrófának" nevezte.  George H. Drury a csendes-óceáni kiterjesztést a Milwaukee Road vezetőségének számos "téves döntése" közé sorolta, ami hozzájárult a vállalat kudarcához.
1909-től számos kisebb vasutat vásároltak fel és bővítettek, hogy a csendes-óceáni kiterjesztése mentén leágazó vonalakhoz jussanak:
- A montanai vasút alkotta a fővonalat a tizenhat mérföldes kanyonon, valamint az északi montanai vonalat, amely Harlowtontól északra Lewistownig terjedt. Ez az ág vezetett a Judith-medence rendezéséhez, és az 1970-es évekre a Milwaukee út teljes forgalmának 30%-át tette ki..[7]
- Az eredetileg interurban vonalként épült Gallatin-völgyi villamosított vasutat meghosszabbították Bozeman-tól Three Forks-ig. 1927-ben a vasút megépítette a Gallatin Gateway Inn szállót, ahol a Yellowstone Nemzeti Parkba utazó utasok az útjuk hátralévő részében buszokra szálltak át.[7]
- Az eredetileg White Sulphur Springs & Yellowstone Park Railway nevű vasútvonalat Lew Penwell és John Ringling építtette, elsősorban fűrészárut és mezőgazdasági termékeket szállított.[7]

A csendes-óceáni kiterjesztés hegyvidéki régióiban a működési körülmények nehéznek bizonyultak. Montanában a −40 °F (-40 °C) téli hőmérséklet megnehezítette a gőzmozdonyok számára a kellő mennyiségű gőz előállítását. A vonal kígyózott a hegyvidéki területeken, ami "hosszú meredek fokozatokkal és éles kanyarokkal" járt. A villamosítás választ adott ezekre a nehéz kérdésekre, különösen a hegyekben bőséges vízenergiával és a rézérc forrásával a montanai Anacondában. 1914 és 1916 között a Milwaukee Road egy 3000 voltos egyenáramú felsővezeték-rendszert valósított meg Harlowton (Montana) és Avery (Idaho) között, 708 km hosszúságban (438 mérföld). A pozitív eredménynek köszönhetően a Milwaukee villamosította Washington államban az útvonalát Othellotól Tacoma-ig 1917 és 1920 között, ez további 337 km-rel (207 mph) növelte meg a villamosított vasútvonalai hosszát. Ez a szakasz áthaladt a Kaszkádokon a 3,6 km-es Snoqualmie alagúton keresztül, közvetlenül a Snoqualmie hágótól délre több mint 400 láb (120 m) magasságban. Az egyvágányú alagút Hyak keleti portálja szomszédos volt a vállalat tulajdonában lévő (1937 és 1950 között) síterülettel.
A fővonali villamosítás 645 mérföldjével (1038 km) együttesen a világ legnagyobb ilyen projektjét jelentette addig az időig, és az Egyesült Államokban csak a Pennsylvania Railroad 1930-as évekbeli erőfeszítései léptek ezen túl. A két különálló villamosított kerület soha nem volt egymással villamosított összeköttetésben, mivel a 216 mérföldes (348 km) idahói divízió (Avery-tól Othellóig) viszonylag sík területen feküdt a St. Joe folyó mentén St. Maries-ig és Kelet-Washingtonon át, így kevés kihívást jelentett a gőzüzemhez. A villamosítás 27 millió dollárba került, de a működési hatékonyság javításával évente több mint egymillió dollár megtakarítást eredményezett a vállalatnak.